# Danzas de Colombia
Las danzas de Colombia hacen referencia a los diferentes bailes tradicionales y culturales que posee Colombia dentro de su folclore nacional. Las danzas en Colombia surgen principalmente, provenientes de culturas europeas, africanas, indígenas, andinas, e igualmente, pero en menor cantidad, persas. Los bailes, y danzas de Colombia, varían dependiendo de cada región o departamento

### Región insular
Algunos de los bailes típicos de la región norte de Colombia son: La cumbia, Bulle-rengue, Ciempiés, Diablos y espejos, Farotas, Gaita, Garabato, Pilandera.

#### Bullerengue
Esta danza típica colombiana es efectuada solo por mujeres. Es quizás uno de los bailes en los cuales se destaca con mayor fuerza la ascendencia africana. Esta se pone en evidencia en los tambores, el palmoteo y el canto coral que acompaña su ejecución. Al parecer, surgió como una reacción cultural dentro del contexto ceremonial de las comunidades cimarronas, probablemente en el Palenque de San Basilio. En esencia es una danza ritual que se realiza de manera especial cuando las jóvenes llegan a la pubertad. El bulle-rengue simboliza la fecundidad femenina, aunque no se descarta que también en tiempos coloniales haya tenido connotaciones fúnebres.

#### Cumbia

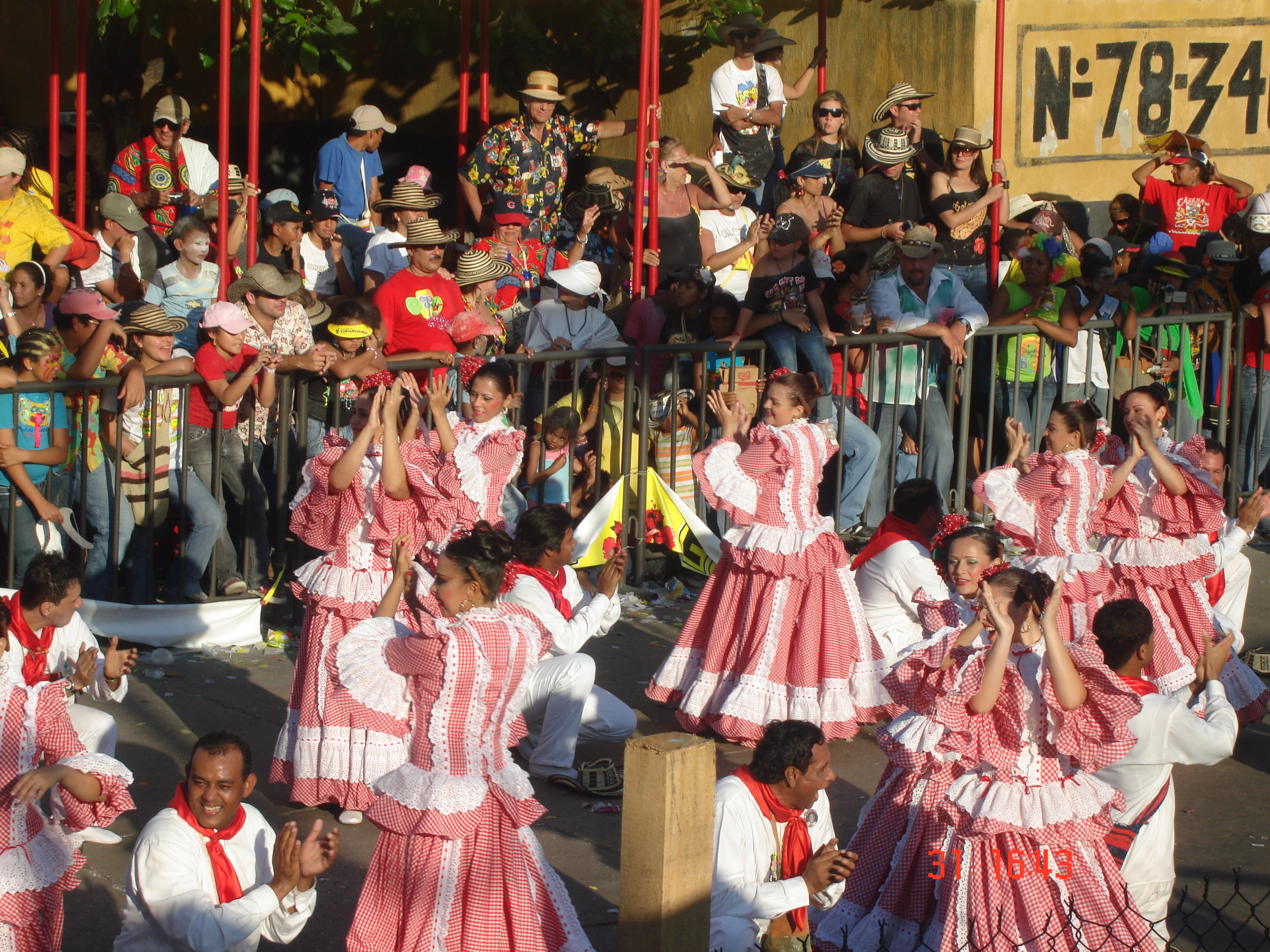
Grupo de parejas bailando cumbia en el Carnaval de Barranquilla.

Este baile típico es considerado uno de los más representativos del folclor colombiano. Al parecer, la cumbia surgió durante la colonia en Cartagena con ocasión de las fiestas de La Candelaria, celebradas por los esclavistas españoles el 2 de febrero, junto al cerro de La Popa. Rápidamente se dispersó por otros lugares del litoral Caribe y conquistó las riberas del río Magdalena y el norte de Antioquia.

### Seresese
Este baile es típico de mineros afrodescendientes de la región de Zaragoza (Antioquía). Al parecer fue asimilado de las danzas del litoral Caribe por esclavizados que se extenuaban en los socavones del oro en el norte de Antioquía durante la época colonial. Su temática describe el trabajo en las minas de aluvión.
En su interpretación hombres y mujeres utilizan sus trajes tradicionales de laboreo y van provistos de antorchas encendidas. Los oficiantes se ubican en fila para ilustrar, mediante la pantomima descriptiva, el final de la jornada de trabajo. En este baile se representan diferentes escenas entre las cuales se destacan las etapas de búsqueda, zarandeo, berequeada, lavada y llevada a las bateas del metal precioso. El cuadro de costumbres concluye con eróticos movimientos y acercamientos del vientre.

### Mapalé

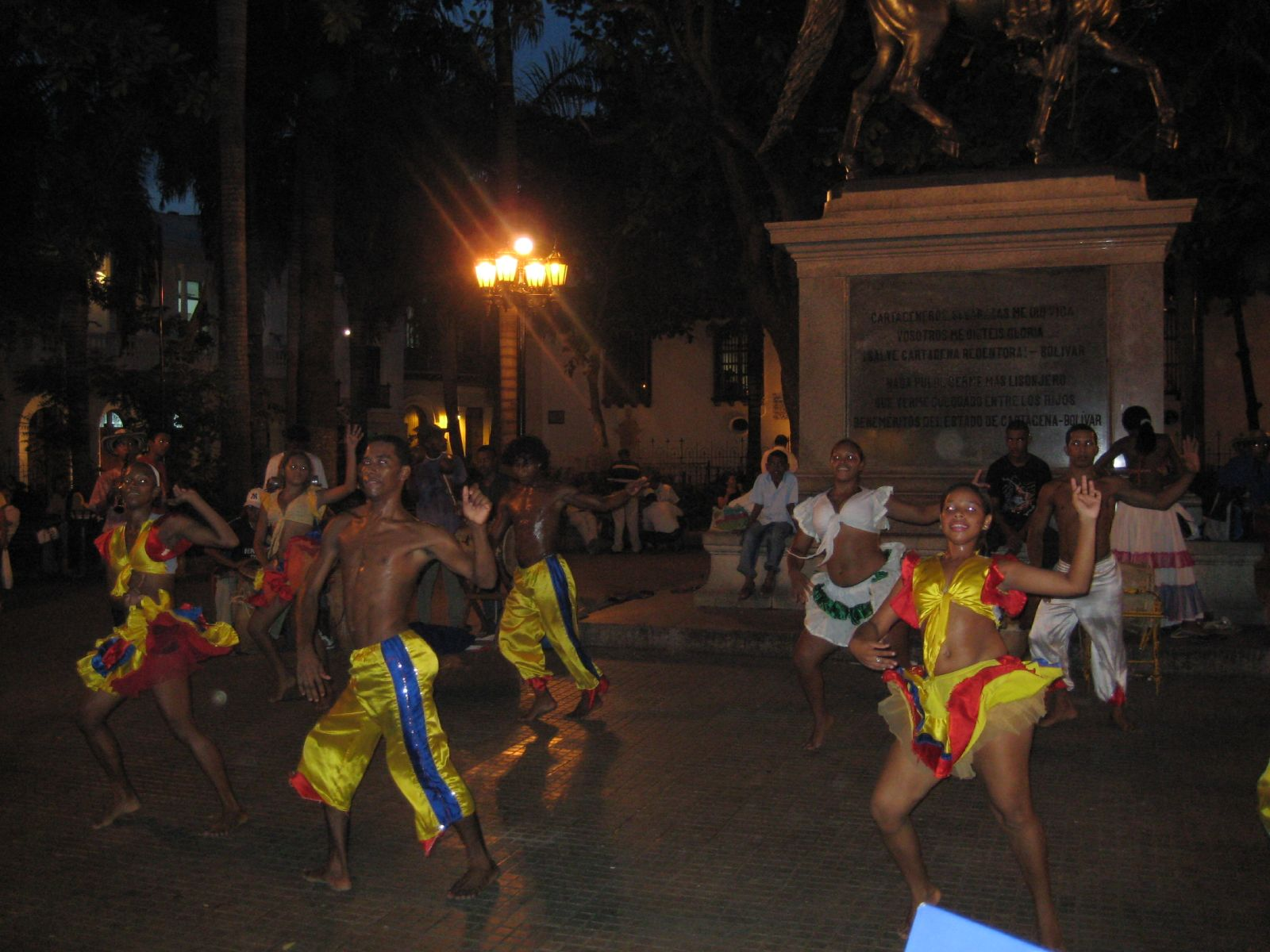
El mapalé es un característico baile de la comunidad afrocolombiana.

Baile de marcada ascendencia africana propio del litoral Caribe. Fue introducido en tiempos pretéritos a lo largo de las orillas del río Magdalena por pescadores de un teleósteo denominado mapalé. En sus orígenes fue una danza de labor ejecutada en las noches y amenizada con toques de tambores yamaró y quitambre, las palmas de las manos y el canto. y asignándole la evolución frenética que hoy presenta. La coreografía actual mantiene rasgos de su esencia africana en la parafernalia, tanto en el vestuario, que es en extremo sencillo, como en la presencia del machete, instrumento de trabajo utilizado para el procesamiento del pescado.
El mapalé es una danza de pareja suelta. Se baila con pasos cortos, ritmo acelerado y palmoteo constante de los bailarines. Las rutinas se inician con la formación de dos filas individuales una frente a la otra, por parte de hombres y mujeres, para efectuar avances hacia delante y hacia atrás. Continúa con posturas de exhibición libres e individuales de los hombres con el propósito de agradar a sus parejas, quienes se turnan para corresponder los enfrentamientos. Los movimientos son frenéticos y con un alto contenido de erotismo. Los de las mujeres son un tanto diferentes y se destacan por ser más excitante.

## Sanjuanero o Bambuco
Ritmo característico de la zona andina colombiana, cuyo origen se ha localizado en el departamento del Cauca, a mediados del siglo XVIII, en el ambiente de los esclavos traídos de África. El bambuco viejo, que hoy se toca y se baila en el litoral Pacífico, es una supervivencia de él. Desde fines del siglo XIX, por efecto de la labor reformadora de Pedro Morales Pino, el bambuco asumió el metro de 3 por 4, que hoy es el preferido por muchos compositores. Con el correr del tiempo, el bambuco fue adquiriendo peculiaridades propias de cada región: en el Huila es por ejemplo el rajaleña, en Nariño la guaneña o el son sureño y en Antiquísimo es el compromiso de dos voces recias con estilo propio. Es la danza de mayor dispersión en el país y por lo tanto en una época se consideró como la más representativa de lo colombiano. La pareja se mueve siempre en ademanes serenos e insinuantes y el hombre la persigue con timidez y la mujer responde con ingenuos coqueteo.Se considera como bambuco y se reviste de movimientos un tanto teatrales que se encuentran en el énfasis dado al vuelo de las faldas, la excesiva flexión de los pies al dar el "salto" al estilo can-can por parte de las mujeres, la realzada expresión de esas en busca de figuración escénica y actitudes no tradicionales que los hombres hacen con el sombrero. Influencia rítmica de la zona de los llanos orientales y se presenta en la región ganadera del Tolima y Huila se celebran de San Juan y San Pedro.

### Pasillo
Nació a mediados del siglo XIX en la atmósfera galante del vals del cual se derivó. El pasillo se bailaba en campos y ciudades y no podía faltar en el repertorio de las bandas de música. El pasillo popular tiene tres partes: una introducción que se repite; una segunda parte en la cual la melodía adquiere pleno desarrollo y una tercera que es conclusiva y suele repetirse en la ejecución.

## Culturas Colombiana
- Música de Colombia
- Música folclórica de Colombia
- Cultura de Colombia

- Datos: Q12162057